# Husborne Crawley
Pour les articles homonymes, voir Crawley (homonymie).
Husborne Crawley, est un village et une paroisse civile du Central Bedfordshire, en Angleterre.